# ليزا والترز
ليزا والترز (بالإنجليزية: Lisa Walters)‏ هي لاعبة غولف أمريكية، ولدت في 9 يناير 1960 في برينس روبيرت في كندا.